# Help Yourself (Julian-Lennon-Album)
Help Yourself ist das vierte Musikalbum des Sängers Julian Lennon. Es wurde im August 1991 von Atlantic Records in den USA und von Virgin Records in Großbritannien veröffentlicht. Die Singleauskopplung Saltwater erreichte die Spitze der australischen Charts und wurde ein Top-10-Hit in Großbritannien.

## Entstehung
Nachdem Lennon im Jahr 1989 sein Album Mr. Jordan veröffentlicht hatte, befand er sich nach eigener Aussage in einem emotionalen Tief: „Ich mußte erst mal mit mir selbst ins Reine kommen. Früher wollte ich nie mit meinem berühmten Beatles-Vater verglichen werden, hatte richtige Depressionen deswegen, war kurz sogar in psychologischer Behandlung. Jetzt stehe ich zu meiner Herkunft und bin eben so, wie ich bin.“ Lennon trennte sich von seinem Produzenten Patrick Leonard und engagierte stattdessen den Kanadier Bob Ezrin. Ezrin und Lennon entschieden sich, im Gegensatz zu den Titeln der ersten drei Alben Valotte, The Secret Value of Daydreaming und Mr. Jordan weniger Beziehungsprobleme zu thematisieren.

„Es wurde Zeit über andere Dinge zu schreiben, die mich interessieren. […] Es war eine Art Teufelsaustreibung. Es gab einige Probleme, die ich lösen mußte. Geistige, emotionale Schwierigkeiten, die mich sehr unglücklich machten. […] Auf dem Album findest du keine Antworten oder Lösungen. Es ging mir bloß darum, all diese Dinge rauszulassen – eine Selbsthilfe-Therapie.“

Lennon zog sich in eine ehemalige Tankstelle im San Fernando Valley zurück, wo er acht Monate lang täglich an Liedern für das neue Album schrieb. Insgesamt dauerte die Arbeit am Album 18 Monate.
Das Cover zeigt eine einfache Skizze eines zwinkernden, Smiley-ähnlichen Gesichts. Das im Bild rechte Auge wurde dabei durch ein Foto eines Auges ersetzt, aus dem eine Träne fließt. Das Foto stammt von Mark Hanauer.

## Titel
1. Rebel King – 5:51 (Julian Lennon/Anthony Moore/Bob Ezrin)
2. Saltwater – 4:07 (Julian Lennon/Mark Spiro/Leslie Spiro)
3. Get a Life – 4:17 (Julian Lennon/Glenn Martin Tilbrook/Scott Humphrey)
4. Would You – 6:20 (Julian Lennon/Anthony Moore)
5. Maybe I Was Wrong – 4:27 (Julian Lennon)
6. Help Yourself – 4:41 (Julian Lennon/John McCurry)
7. Listen – 5:04 (Julian Lennon)
8. Other Side of Town – 5:34 (Julian Lennon/Paul Buchanan/Robert Bell)
9. New Physics Rant – 4:49 (Julian Lennon/Anthony Moore/Bob Ezrin/Scott Humphrey)
10. Take Me Home – 4:27 (Julian Lennon/Bob Ezrin/Justin Clayton)
11. Imaginary Lines – 5:12 (Julian Lennon/Anthony Moore/Justin Clayton/Bob Ezrin)
12. Keep the People Working – 3:36 (Anthony Moore)

Lennon spielte auf dem Album auch Gitarre, Keyboard, Mandoline, Perkussion, Bass und Schlagzeug. Auf Other Side of Town singt er im Duett mit The Blue Nile-Frontmann Paul Buchanan. Die Gitarrenbegleitung von Saltwater übernahm George Harrison.

## Charterfolge
Help Yourself war das erste Album Lennons, das sich nicht in den US-amerikanischen Charts platzierte. Zudem schaffte keine der Singleauskopplungen des Albums – Saltwater, Help Yourself und Get a Life – den Sprung in die US-Billboard-Charts.
In den britischen Charts erreichte das Album Platz 42 der Charts, während die Single Saltwater auf Platz 6 kam. In Australien stand Saltwater, heute die Hymne von Greenpeace, für vier Wochen an der Spitze der Charts.
Singles in den Charts

| Jahr | Titel         | Höchstplatzierung, Gesamtwochen, AuszeichnungChartplatzierungen (Jahr, Titel, , Platzierungen, Wochen, Auszeichnungen, Anmerkungen) | Höchstplatzierung, Gesamtwochen, AuszeichnungChartplatzierungen (Jahr, Titel, , Platzierungen, Wochen, Auszeichnungen, Anmerkungen) | Höchstplatzierung, Gesamtwochen, AuszeichnungChartplatzierungen (Jahr, Titel, , Platzierungen, Wochen, Auszeichnungen, Anmerkungen) | Höchstplatzierung, Gesamtwochen, AuszeichnungChartplatzierungen (Jahr, Titel, , Platzierungen, Wochen, Auszeichnungen, Anmerkungen) | Anmerkungen |
| Jahr | Titel         | DE | AT | CH | UK | Anmerkungen |
| ---- | ------------- | --- | --- | --- | --- | ----------- |
| 1991 | Saltwater     | DE58 (10 Wo.)DE | — | — | UK6 (13 Wo.)UK |             |
| 1991 | Help Yourself | DE53 (11 Wo.)DE | — | — | UK53 (2 Wo.)UK |             |
| 1992 | Get a Life    | — | — | — | UK56 (3 Wo.)UK |             |

## Kritik
Die Jugendzeitschrift Bravo bezeichnete Help Yourself als Lennons „bisheriges Meisterwerk. […] Julian zog sämtliche Arrangierregister.“
Rolling Stone bezeichnete Help Yourself als „großen Schritt vorwärts“ in Lennons musikalischer Entwicklung. Das Album sei sowohl in Bezug auf Lennons Stimme als auch auf einzelne Titel „Beatlesque“, so erinnere der Beginn von Saltwater als Strawberry Fields Forever und der Inhalt an Imagine, während Maybe I Was Wrong Anleihen an Penny Lane zu nehmen scheine. Auf der anderen Seite seien Stücke wie Rebel King, New Physics Rant und Keep the People Working deutlich experimenteller und unkonventioneller. Inhaltlich reiche das Album von privaten Bekenntnissen bis zu Globalpolitik und Lennon meistere den Spagat zwischen beiden Extremen.